# 沃尔加斯特
沃尔加斯特（德語：Wolgast，發音：[ˈvɔlˌɡast] ⓘ）是德国梅克伦堡-前波美拉尼亚州前波美拉尼亚-格赖夫斯瓦尔德县的城市，曾是沃尔加斯特县的县治，面积61.74平方千米，2023年12月31日人口为12,092人。